# ناصعيات
الناصعيات أو فوق فصيلة خنافس البابريستويديا (الاسم العلمي: Buprestoidea)، هي فصيلة عليا من الخنافس.
تضم فصيلاتان:
- الناصعات
- خنافس الجواهر الكاذبة